# Angle solide
En mathématiques, en géométrie et en physique, un angle solide est l'analogue tridimensionnel de l'angle plan ou bidimensionnel. Il désigne d'abord une portion de l’espace délimitée par un cône non nécessairement de révolution. Le sommet du cône est le sommet de l’angle solide. L'angle solide désigne également, dans son sens le plus commun, la mesure de cette portion de l'espace. Son unité est le stéradian, noté sr, unité dérivée du Système international d'unités.

## Définition
L'angle plan est défini, dans l'espace bidimensionnel, comme le rapport entre la longueur de l'arc intercepté et le rayon du cercle.
L'angle solide, dans l'espace tridimensionnel, est défini de façon analogue comme le rapport de l'aire de la calotte sphérique interceptée et du rayon de la sphère élevé au carré.
{\displaystyle \Omega ={\frac {\mathrm {S} }{\mathrm {R} ^{2}}}}
Avec :
- {\displaystyle \Omega } : angle solide en stéradians (sr) ;
- {\displaystyle S} : aire de la portion de sphère interceptée en mètres carrés (m2) ;
- {\displaystyle R} : rayon de la sphère en mètres (m).

### Angle solide élémentaire
L'angle solide élémentaire (ou élément d'angle solide) {\displaystyle \mathrm {d} ^{2}\Omega } correspondant à une surface infinitésimale d'aire {\displaystyle \mathrm {d} ^{2}\!S} s'exprime sous la forme :
{\displaystyle \mathrm {d} ^{2}\Omega ={\frac {{\vec {u}}\cdot {\overrightarrow {\mathrm {d} ^{2}\!S}}}{r^{2}}}={\frac {{\vec {r}}\cdot {\overrightarrow {n}}}{r^{3}}}\,\mathrm {d} ^{2}\!S},
où :
- {\displaystyle {\vec {u}}} est le vecteur unitaire dirigé du sommet de l'angle solide élémentaire vers l'élément de surface ;
- {\displaystyle {\overrightarrow {\mathrm {d} ^{2}\!S}}} est le vecteur normal à la surface et de norme {\displaystyle \mathrm {d} ^{2}\!S} ;
- {\displaystyle r} est la distance qui sépare le sommet de l'angle solide élémentaire de l'élément de surface ;
- {\displaystyle {\vec {r}}=r\,{\vec {u}}} est le vecteur reliant le sommet de l'angle solide élémentaire à l'élément de surface ;
- {\displaystyle {\vec {n}}} est le vecteur unitaire donnant la direction de l'élément de surface ({\displaystyle {\overrightarrow {\mathrm {d} ^{2}\!S}}=\mathrm {d} ^{2}\!S\ {\vec {n}}}) ;

### Forme intégrale
L'angle solide sous lequel on voit une surface {\displaystyle S} à partir d'un point {\displaystyle O} est donné par l'intégrale de surface :
{\displaystyle \Omega =\int \!\!\!\!\!\int _{S}{\frac {\overrightarrow {u}}{r^{2}}}\cdot {\overrightarrow {\mathrm {d} ^{2}S}}=\int \!\!\!\!\!\int _{S}{\frac {{\overrightarrow {r}}\cdot {\overrightarrow {n}}}{r^{3}}}\ {\mathrm {d} ^{2}S}}.
Autrement dit, l'angle solide est égal au flux du champ {\displaystyle {\overrightarrow {r}}/r^{3}} à travers la surface considérée.

## Angle solide en coordonnées sphériques
L'angle solide étant associé à un sommet, l'étude en coordonnées sphériques est souvent la plus appropriée.

### Angle solide élémentaire

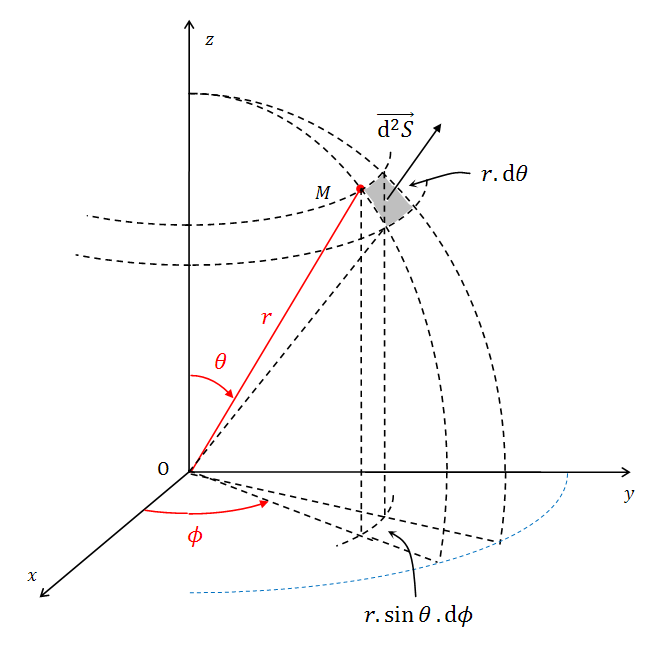
Notations utilisées.

Pour une sphère de rayon {\displaystyle r}, l'angle solide élémentaire {\displaystyle \mathrm {d} ^{2}\Omega } est défini pour un élément de surface élémentaire {\displaystyle \mathrm {d} ^{2}S}, correspondant à des variations angulaires infinitésimales des altitude {\displaystyle \theta } et azimut {\displaystyle \phi } (dans le cadre du calcul différentiel, la surface élémentaire est assimilée à un plan) :
{\displaystyle \mathrm {d^{2}S} =r\ \mathrm {d} \theta \ r\sin \theta \ \mathrm {d} \phi =r^{2}\ \sin \theta \ \mathrm {d} \phi \ \mathrm {d} \theta },
d'où :
{\displaystyle \mathrm {d} ^{2}\Omega =\sin \theta \ \mathrm {d} \phi \ \mathrm {d} \theta }.

### Angle solide d'un cône de révolution

L'angle solide correspond à un cône de révolution d'angle au sommet inscrit dans la sphère de projection

Dans le cas d'un cône de révolution de demi-angle au sommet {\displaystyle \alpha }, l'angle solide se calcule par intégration sur la sphère, dans les domaines angulaires des coordonnées sphériques :
{\displaystyle \Omega =\int \!\!\!\!\!\int \mathrm {d} ^{2}\Omega =\int _{0}^{2\pi }\mathrm {d} \phi \int _{0}^{\alpha }\sin \theta \ \mathrm {d} \theta \ =2\pi \int _{0}^{\alpha }\sin \theta \ \mathrm {d} \theta =2\pi \left[-\cos \theta \right]_{0}^{\alpha }\ },
{\displaystyle \Omega =2\pi \left(1-\cos \alpha \right)}.

## Quelques exemples
- L'angle solide qui intercepte la sphère entière vaut 4π sr. Un hémisphère correspond donc à un angle solide de 2π sr.
- Les angles solides sous lesquels on voit une pièce d'un centime d'euro à 1,80 m de distance, la Lune et le Soleil, sont très proches : 6 × 10−5 sr.
- Soit ABC un triangle rectangle en C, un point O sur la perpendiculaire en B au plan du triangle, à une distance h de B, alors l'angle solide sous lequel on voit le triangle depuis O est égal à{\displaystyle \alpha -\arcsin {\frac {h\sin \alpha }{\sqrt {a^{2}+h^{2}}}}}où {\displaystyle a=BC} et {\displaystyle \alpha ={\widehat {CBA}}}. On peut en déduire l'angle solide sous lequel on voit un polygone quelconque[2].

## Emploi en physique
L'angle solide est utilisé notamment en radiométrie et en photométrie dans les relations entre le flux, l'intensité et la luminance.
En astronomie, il est utilisé pour quantifier l'étendue de ciel en jeu lors d'une observation.